# John Parker, 6. Earl of Morley
John St. Aubin Parker, 6. Earl of Morley, (* 29. Mai 1923; † 20. September 2015) war ein britischer Adliger und Politiker.

## Herkunft und Leben
John St. Aubin Parker war der älteste Sohn von John Holford Parker. Er wurde in Eton erzogen und schlug danach die militärische Laufbahn ein. 1942 wurde er zum 2nd Lieutenant im King’s Royal Rifle Corps ernannt. Von 1944 bis 1945 wurde er in Nordwesteuropa eingesetzt. Danach diente er von 1945 bis 1948 in Palästina und Ägypten, seit 1947 im Royal Regiment of Fusiliers. 1952/1953 wurde er in Korea eingesetzt, danach im mittleren Osten von 1953 bis 1958. Nach Besuch des Staff College in Camberley 1957 wurde er Kommandeur des 1. Bataillons der Royal Fusiliers.
Nachdem er 1967 als Oberstleutnant beim Royal Regiment of Fusiliers aus dem aktiven Militärdienst ausgeschieden war, übernahm er Aufgaben in der Wirtschaft, vornehmlich im Bankwesen. Von 1974 bis 1986 war bei der Loyd’s Bank Ltd., zunächst seit 1974 als Chairman für Devon und Cornwall, Ltd., beschäftigt, außerdem war er von 1970 bis 2005 Präsident der Chamber of Trade and Commerce für Plymouth Sound.

## Politische Tätigkeit
John Parker wurde zunächst auf lokaler Ebene politisch tätig. Er wurde Friedensrichter (Justice of Peace), dann wurde er für die Zeit von 1978 bis 1982 Vice Lord Lieutenant für Devon and Dorset. Als 1962 sein Onkel Montagu Parker, 5. Earl of Morley, starb, erbte er dessen Titel und den erblichen Sitz im House of Lords, den er 1999 im Zuge der Reform des Oberhauses wieder verlor, da er nicht in den Kreis der verbleibenden erblichen Adligen gewählt wurde. Parker starb am 20. September 2015. Er war seit 1955 mit Johanna Katherin Molesworth-St. Aubin verheiratet, mit der er einen Sohn und eine Tochter bekam.

## Ehrungen
Seit 1998 war John Parker Ritter des Royal Victorian Order (KCVO). Außerdem war er Präsident des Council of the Order of St. John für den Bezirk Devon.